# 特确斯塔 (佛罗里达州)
特确斯塔（英語：Tequesta），是美国佛罗里达州下属的一座乡村。建立于1957年。面积约 为5.7平方公里（约合2.2平方英里）。根据2010年美国人口普查，该市有人口5,629人。论人口在本州排行第204。